# Число вращения
В теории динамических систем, области математики, число вращения сохраняющего ориентацию гомеоморфизма окружности — среднее "число оборотов за одну итерацию" при длительном итерировании точки. Более точно, это предел отношения (некоторым образом определённого) "числа оборотов" к количеству итераций.

## Определение
Для формального определения, вместо гомеоморфизма окружности {\displaystyle f:S^{1}\to S^{1}} рассматривают его поднятие {\displaystyle F:\mathbb {R} \to \mathbb {R} } для накрытия окружности прямой {\displaystyle S^{1}=\mathbb {R} /\mathbb {Z} }. Число сдвига этого поднятия определяется как предел
{\displaystyle \tau (F)=\lim _{n\to \infty }{\frac {F^{n}(x)-x}{n}},}
где {\displaystyle x\in \mathbb {R} } — произвольная точка. Число вращения f тогда определяется как
{\displaystyle \rho (f):=\tau (F)\mod 1\,\in \mathbb {R} /\mathbb {Z} }.

## Свойства
- Число вращения является инвариантом сохраняющего ориентацию топологического сопряжения, и даже полусопряжения отображениями степени 1: если {\displaystyle h:S^{1}\to S^{1}} — отображение степени 1, такое, что {\displaystyle f\circ h=h\circ g}, где {\displaystyle f,g} — гомеоморфизмы окружности, то числа вращения {\displaystyle f} и {\displaystyle g} совпадают.
- Как утверждает теорема Пуанкаре, число вращения рационально тогда и только тогда, когда у отображения есть периодическая точка.
- Теорема Данжуа утверждает, что, если отображение {\displaystyle f} —  C2-гладкое, а его число вращения {\displaystyle \rho (f)} иррационально, то {\displaystyle f} сопряжено повороту на {\displaystyle \rho (f)}.
- Число вращения непрерывно зависит от гомеоморфизма — отображение {\displaystyle \rho :Homeo(S^{1})\to S^{1}} непрерывно.